# Born Like This
Born Like This – szósty i ostatni solowy album studyjny amerykańskiego rapera  i producenta muzycznego MF Dooma, wydany pod jego artystycznym pseudonimem Doom. Album został wypuszczony 24 marca 2009 roku przez brytyjską, niezależną wytwórnię muzyczną Lex Records. Album zadebiutował na 52. miejscu listy przebojów Billboard 200, sprzedając 10,895 marcu 2009 roku. Tytuł albumu został zapożyczony z wiersza Charlesa Bukowskiego pt. "Dinosauria, We".  

## Odbiór
Na stronie Metacritic, która przyznaje ważoną średnią ocenę w skali 100 na podstawie recenzji krytyków, album otrzymał średnią ocenę 77% na 21 recenzji. Natomiast na portalu Album of the Year, album uzyskał średnią ocen 74/100 na podstawie 20 recenzji. 
Portal Pitchfork umieścił album na 48. miejscu, na liście najlepszych albumów muzycznych 2009 roku. Brytyjski miesięcznik The Skinny na swojej liście albumów 2009 umieścił Born Like This na 4. miejscu. 

## Lista utworów
Opracowano na podstawie materiałów źródłowych:
| #  | Utwór                                                                   | Tekst                                                                         | Produkcja         | Czas  |
| -- | ----------------------------------------------------------------------- | ----------------------------------------------------------------------------- | ----------------- | ----- |
| 1  | Supervillain Intro                                                      | Daniel Dumile, Kelvin Mercer, Coz Littler                                     | MF Doom, Mr. Chop | 0:55  |
| 2  | Gazzillion Ear                                                          | Dumile, James Yancey                                                          | J Dilla           | 4:12  |
| 3  | Ballskin                                                                | Dumile                                                                        | Jake One          | 1:30  |
| 4  | Yessir! (gościnnie: Raekwon)                                            | Dumile                                                                        | MF Doom           | 2:34  |
| 5  | Absolutely                                                              | Dumile, Otis Jackson Jr.                                                      | Madlib            | 2:43  |
| 6  | Rap Ambush                                                              | Dumile                                                                        | Jake One          | 1:28  |
| 7  | Lightworks                                                              | Dumile, Yancey, Raymond Scott                                                 | J Dilla           | 1:53  |
| 8  | Batty Boyz                                                              | Dumile                                                                        | MF Doom           | 3:16  |
| 9  | Angelz (gościnnie: Tony Starks)                                         | Dumile                                                                        | MF Doom           | 3:06  |
| 10 | Cellz                                                                   | Dumile, Litter                                                                | MF Doom, Mr. Chop | 4:21  |
| 11 | Still Dope (gościnnie: Empress Stahhr tha Femcee)                       | Dumile                                                                        | MF Doom           | 2:40  |
| 12 | Microwave Mayo                                                          | Dumile                                                                        | Jake One          | 2:26  |
| 13 | More Rhymin                                                             | Dumile                                                                        | Jake One          | 1:39  |
| 14 | That's That                                                             | Dumile, Galt MacDermot                                                        | MF Doom           | 2:15  |
| 15 | Supervillainz (gościnnie: Kurious, Mobonix, Prince Paul, Posdnous, Slug | Dumile, Mercer, Litter, Maurice White, Jorge Alvarez, Paul Huston, Sean Daley | MF Doom, Mr. Chop | 2:49  |
| 16 | Bumpy's Message (gościnnie: Freddie Foxxx)                              | Dumile, Litter, Daley                                                         | MF Doom, Mr. Chop | 1:36  |
| 17 | Thank Yah                                                               | Dumile                                                                        | MF Doom           | 1:15  |
|    |                                                                         |                                                                               |                   | 40:34 |

## Notowania
| Kraj              | Lista (2009)           | Pozycja |
| ----------------- | ---------------------- | ------- |
| Stany Zjednoczone | Billboard 200          | 52      |
| Stany Zjednoczone | Independent Albums     | 5       |
| Stany Zjednoczone | Top R&B/Hip-Hop Albums | 29      |
| Stany Zjednoczone | Rap Albums             | 9       |